# Frank J. Zerilli
Frank J. Zerilli, ameriški fizik.
Zerilli je najbolj znan po svojem delu s področja splošne teorije relativnosti in astrofizike. Skupja s Tulliom Reggejem in Johnom Archibaldom Wheelerjem velja za pionirja perturbacijske teorije črnih lukenj.

## Življenje in delo
Diplomiral je leta 1964 na Univerzi Fordham, magisterij je opravil leta 1966. Doktoriral je leta 1969 na Univerzi Princeton z disertacijo Gravitacijsko polje padajočega delca v Schwarzschildovi geometriji, analizirano v tenzorskih harmonikih (The Gravitational Field of a Particle Falling in a Schwarzschild Geometry Analyzed in Tensor Harmonics) pod Wheelerjevim mentorstvom.
Bil je izredni profesor na Univerzi Marylanda v College Parku, bil zaposlen na Oddelku za astronomijo Univerze Washingtona v Seattleu, Oddelku za fiziko Univerze Severne Karoline v Chapel Hillu. Leta 1976 je bil docent na Oddelku za astronomijo in astrofiziko Državne univerze Michigana v East Lansingu.